# كارين هونغ
كارين هونغ (بالملايوية: Karen Kong)‏ هي مغنية ماليزية، ولدت في 7 ديسمبر 1984.

## وصلات خارجية
- كارين هونغ على موقع IMDb (الإنجليزية)
- كارين هونغ على موقع ميوزك برينز (الإنجليزية)